# August Bloch (Maler)
August Bloch (* 29. Juli 1876 in Dortmund; † 1949 in Münstereifel, Kreis Euskirchen) war ein deutscher Landschafts-, Porträt- und Stilllebenmaler der Düsseldorfer Schule.

## Leben
Bloch erhielt seine künstlerische Ausbildung bei Ludwig Mansz in Köln sowie als Privatschüler von Fritz Neuhaus und Ludwig Heupel-Siegen in Düsseldorf. Zuletzt lebte er in Köln und Münstereifel. Er erwarb sich den Ruf eines „Eifelmalers“.